# Paul Kirchhof
Paul Kirchhof (Osnabrück, Alemania − 21 de febrero de 1943,) es un jurista alemán, catedrático de derecho constitucional, derecho financiero y derecho tributario de la Universidad de Heidelberg, es director del Instituto de Derecho Financiero y Tributario de la misma Universidad. Fue Juez del Tribunal Constitucional Federal de Alemania (1987-1999).